# Phường 5, Quận 3
Phường 5 là một phường cũ thuộc Quận 3, Thành phố Hồ Chí Minh, Việt Nam.
Phường 5 có diện tích 0,25 km², dân số năm 2021 là 14.214 người,  mật độ dân số đạt 56.856 người/km².